# Hans Sisa
Hans Sisa (* 30. März 1948 in Linz) ist ein österreichischer Maler, Bildhauer und Opernsänger (Bass).

## Leben
Hans Sisa studierte an der Universität Mozarteum Salzburg. Er war lange Jahre parallel sowohl als Opernsänger (Bass) als auch als Maler tätig. Seit der Jahrtausendwende steht die Tätigkeit als bildender Künstler im Vordergrund.
Sisa lebt und arbeitet in Tiefenfucha bei Krems an der Donau. Er ist Initiator der Malerfeste auf Burg Reichenstein (Mühlviertel) in Oberösterreich, die seit 1997 alle drei Jahre stattfinden.
Die Werke sind folgendermaßen signiert: bis 1989 Hans Pötscher bzw. HPö, 1989–2000 Hans Sisa Pötscher, seit 2000 Hans Sisa bzw. Sisa.

## Auszeichnungen
- TZ Rose München für kulturell außergewöhnliche Leistungen
- 2008 Goldene Ehrennadel der Marktgemeinde Paudorf
- 2009 Silbernes Ehrenzeichen für Verdienste um das Bundesland Niederösterreich

## Werke (Auswahl)
- Zyklus „Entartet“
- Zyklus „Silentium“
- Zyklus „Totentanz“
- Zyklus „Verbrannte Erde“
- Zyklus „Große Gestalten der Opernliteratur“
- Zyklus „Winterreise“
- Porträts (u. a. Sophia Larson, Serge Brignoni, Mimmo De Marco, Robert Holl, Gabriele Maria Ronge, Ferdinand Rüesch)
- Städteportraits (u. a. London, Toronto, Venedig, Linz, Salzburg, Graz, Toulouse, Monaco, Nizza, Menton, Krems, Dürnstein)
- Landschaften (u. a. Mühlviertel, Waldviertel, Wachau, Côte d’Azur, Toscana)
- Bühnenbild- und Kostümentwürfe
- Gesamtgestaltungen der Open-Air Eröffnungsshows der „made in styria“ (Steirische Landesausstellung) 1997–2001

## Publikationen
- Art Larson (Hrsg.): Hans Sisa – Empfindung und Ausdruck. Verlag Bibliothek der Provinz, Weitra 2018, ISBN 978-3-99028-750-7 (Monographie).
- Art Larson (Hrsg.): Hans Sisa – Dämonie und Poesie, Malerei, Graphik, Skulpturen. Verlag Bibliothek der Provinz, Weitra 2008, ISBN 978-3-85252-904-2 (Monographie).
- Art Larson (Hrsg.): Sisa Hettl Kollar – Kraft und Posie, Expressive Malerei und Graphik von Hans Sisa, Eleonore Hettl, Wilhelm Kollar. Verlag Bibliothek der Provinz, Weitra 2007, ISBN 978-3-85252-857-1.
- Scharfe Männer, schrille Weiber, schlimme Witze, schräge Schreiber. Spitze Striche von Hans Sisa, Flotte Worte von Gertrude Haider-Grünwald, Herausgegeben von Art Larson, Verlag Bibliothek der Provinz, Weitra 2009, ISBN 978-3-900000-18-9.